# Polysorbaat 80
Polysorbaat 80 is een niet-ionogene emulgator. Als voedingsadditief heeft de stof het E-nummer 433 gekregen.